# Хайлунь
Хайлунь (кит. спр. 海伦市, піньїнь: Hăilún Shì) — місто-повіт в східнокитайській провінції Хейлунцзян, складова міста Суйхуа.

## Географія
Хайлунь розташовується на півночі префектури, лежить на південь від Малого Хінґану.

### Клімат
Місто знаходиться у зоні, котра характеризується вологим континентальним кліматом з теплим літом. Найтепліший місяць — липень із середньою температурою 21.1 °C (70 °F). Найхолодніший місяць — січень, із середньою температурою -22.2 °С (-8 °F).
| Клімат Хайлуня          | Клімат Хайлуня | Клімат Хайлуня | Клімат Хайлуня | Клімат Хайлуня | Клімат Хайлуня | Клімат Хайлуня | Клімат Хайлуня | Клімат Хайлуня | Клімат Хайлуня | Клімат Хайлуня | Клімат Хайлуня | Клімат Хайлуня | Клімат Хайлуня |
| Показник                | Січ.           | Лют.           | Бер.           | Квіт.          | Трав.          | Черв.          | Лип.           | Серп.          | Вер.           | Жовт.          | Лист.          | Груд.          | Рік            |
| Абсолютний максимум, °C | −3             | 5              | 13             | 26             | 32             | 35             | 36             | 32             | 27             | 22             | 12             | 2              | 36             |
| Середній максимум, °C   | −17            | −10            | −1             | 10             | 18             | 25             | 26             | 25             | 18             | 9              | −2             | −12            | 7              |
| Середня температура, °C | −22            | −16            | −7             | 4              | 11             | 18             | 21             | 20             | 13             | 4              | −7             | −17            | 3              |
| Середній мінімум, °C    | −27            | −22            | −13            | −1             | 5              | 12             | 16             | 15             | 8              | −1             | −13            | −22            | −3             |
| Абсолютний мінімум, °C  | −37            | −33            | −28            | −12            | −2             | 5              | 10             | 7              | −2             | −48            | −27            | −37            | −48            |
| Норма опадів, мм        | 0              | 0              | 0              | 20             | 50             | 110            | 160            | 120            | 60             | 20             | 10             | 0              | 600            |
| Днів з дощем            | 1              | 1              | 1              | 4              | 7              | 10             | 12             | 10             | 9              | 3              | 1              | 1              | 65             |
| Вологість повітря, %    | 74             | 73             | 61             | 53             | 57             | 65             | 79             | 81             | 77             | 67             | 68             | 74             | 69             |
| ----------------------- | -------------- | -------------- | -------------- | -------------- | -------------- | -------------- | -------------- | -------------- | -------------- | -------------- | -------------- | -------------- | -------------- |
| Джерело: Weatherbase    |                |                |                |                |                |                |                |                |                |                |                |                |                |